# NK Svoboda
El NK Svoboda es un equipo de fútbol de Eslovenia que juega en la 3. SNL, la tercera división de fútbol en el país.

## Historia
Fue fundado en el año 1952 en la capital Liubliana como SD Svoboda y fue uno de los mejores equipos de Eslovenia dentro del Reino de Yugoslavia principalmente en la década de los años 1970. En 1962 se fusiona con el Graficar y entró en la Liga de la República de Eslovenia en los años 1960.
En la década de los años 1970 llega a jugar en la Segunda Liga de Yugoslavia luego de ganar la Liga de la República de Eslovenia en 1971, y también fue campeón de la Copa de la República de Eslovenia en dos ocasiones, participando en la misma cantidad de ocasiones en la Copa de Yugoslavia.
Tras la independencia de Eslovenia en 1991 se convierte en uno de los equipos fundadores de la Prva SNL, la primera división nacional, participando en ellas las primeras tres temporadas hasta que fue remplazado por el NK Slavija Vevce luego de que varios de sus jugadores se mudaran a la ciudad de Vevce.
Tras varios años en las divisiones regionales logra el ascenso a la 2. SNL en 2003, donde jugaron tres años hasta que descendieron en 2006 a la 3. SNL por problemas financieros.

## Palmarés
- Slovenian Republic League: 4

1970–71, 1974–75, 1977–78, 1979–80
- Slovenian Third League: 1

2002–03
- 4. SNL: 2

2010–11, 2017–18
- 5. SNL: 2

1994–95, 2009–10
- Slovenian Republic Cup: 2

1975–76, 1977–78
- MNZ Ljubljana Cup: 1

2003–04

## Jugadores

### Jugadores destacados
| - Damir Botonjič - Marko Gruškovnjak - Jasmin Handanovič - Andraž Kirm - Stanislav Komočar - Dušan Kosič | - Stojan Plešinac - Senad Tiganj - Ermin Šiljak - Fahrudin Zejnilović - Dražen Žeželj - Brane Oblak |